# Fotbal Club Sheriff Tiraspol 2020-2021
Questa voce raccoglie le informazioni riguardanti lo Sheriff Tiraspol nelle competizioni ufficiali della stagione 2020-2021.

## Maglie e sponsor
Il fornitore tecnico per la stagione 2020-2021 è Adidas. 
| 1ª divisa | 2ª divisa |

## Rosa
| N. |                                 | Ruolo | Calciatore                        |
| -- | ------------------------------- | ----- | --------------------------------- |
| 1  | Moldavia (bandiera)             | P     | Dumitru Celeadnic (vice-capitano) |
| 2  | Colombia (bandiera)             | D     | Danilo Arboleda                   |
| 3  | Malawi (bandiera)               | C     | Charles Petro                     |
| 4  | Slovenia (bandiera)             | D     | Matej Palčič                      |
| 4  | Moldavia (bandiera)             | C     | Adrian Hatman                     |
| 6  | Zimbabwe (bandiera)             | C     | Alec Mudimu                       |
| 6  | Bosnia ed Erzegovina (bandiera) | D     | Stjepan Radeljić                  |
| 7  | Ucraina (bandiera)              | C     | Andrij Blizničenko                |
| 8  | Svizzera (bandiera)             | C     | Max Veloso                        |
| 8  | Moldavia (bandiera)             | D     | Alexandr Belousov                 |
| 9  | Liberia (bandiera)              | A     | Peter Wilson                      |
| 9  | Mali (bandiera)                 | A     | Adama Traoré                      |
| 10 | Colombia (bandiera)             | A     | Frank Castañeda                   |
| 11 | Romania (bandiera)              | D     | Andrei Peteleu                    |
| 11 | Slovenia (bandiera)             | A     | Lovro Bizjak                      |
| 13 | Brasile (bandiera)              | D     | Fernando Costanza                 |
| 14 | Finlandia (bandiera)            | C     | Sebastian Dahlström               |
| 15 | Brasile (bandiera)              | C     | Cristiano                         |
| 16 | Moldavia (bandiera)             | A     | Vadim Paireli                     |
| 16 | Trinidad e Tobago (bandiera)    | D     | Keston Julien                     |
| 17 | Grecia (bandiera)               | C     | Dīmītrīs Kolovos                  |
| 18 | Colombia (bandiera)             | C     | William Parra                     |

| N. |                                 | Ruolo | Calciatore                  |
| -- | ------------------------------- | ----- | --------------------------- |
| 18 | Mali (bandiera)                 | C     | Moussa Kyabou               |
| 19 | Paesi Bassi (bandiera)          | A     | Dabney dos Santos           |
| 20 | Croazia (bandiera)              | P     | Zvonimir Mikulić            |
| 23 | Costa d'Avorio (bandiera)       | A     | Nadrey Dago                 |
| 24 | Moldavia (bandiera)             | C     | Eugeniu Gliga               |
| 26 | Serbia (bandiera)               | P     | Dušan Marković              |
| 27 | Albania (bandiera)              | C     | Liridon Latifi              |
| 27 | Malawi (bandiera)               | A     | Peter Banda                 |
| 31 | Lussemburgo (bandiera)          | C     | Sébastien Thill             |
| 32 | Moldavia (bandiera)             | D     | Valeriu Gaiu                |
| 33 | Moldavia (bandiera)             | P     | Serghei Pașcenco            |
| 43 | Ghana (bandiera)                | A     | Richard Gadze               |
| 44 | Croazia (bandiera)              | C     | Andrej Lukić                |
| 55 | Croazia (bandiera)              | D     | Benedik Mioč                |
| 55 | Perù (bandiera)                 | D     | Gustavo Dulanto             |
| 70 | Nigeria (bandiera)              | D     | Faith Obilor                |
| 76 | Croazia (bandiera)              | A     | Gabrijel Boban              |
| 77 | Camerun (bandiera)              | A     | Anatole Abang               |
| 88 | Bosnia ed Erzegovina (bandiera) | C     | Rifet Kapić                 |
| 90 | Moldavia (bandiera)             | D     | Veaceslav Posmac (capitano) |
| 91 | Senegal (bandiera)              | D     | Ousmane N'Diaye             |
| 98 | Moldavia (bandiera)             | A     | Maxim Cojocaru              |

## Calciomercato

### Sessione invernale (2020)
| Acquisti | Acquisti            | Acquisti               | Acquisti      |
| R.       | Nome                | da                     | Modalità      |
| -------- | ------------------- | ---------------------- | ------------- |
| P        | Nicolai Cebotari    | Sfîntul Gheorghe       | fine prestito |
| D        | Serafim Cojocari    | Zimbru Chișinău        | svincolato    |
| D        | Faith Obilor        | HJK                    | svincolato    |
| D        | Andrei Peteleu      | CFR Cluj               | svincolato    |
| D        | Charles Petro       | Big Bullets            | definitivo    |
| D        | Artiom Rozgoniuc    | Sfîntul Gheorghe       | fine prestito |
| C        | Sebastian Dahlström | HJK                    | svincolato    |
| C        | Benedik Mioč        | Osijek                 | svincolato    |
| C        | Alec Mudimu         | Cefn Druids            | definitivo    |
| C        | William Parra       | Independiente Medellín | prestito      |
| C        | Max Veloso          |                        | svincolato    |
| A        | Anatole Abang       | Nantong Zhiyun         | svincolato    |
| A        | Frank Castañeda     | Senica                 | definitivo    |
| A        | Vadim Paireli       | Sfîntul Gheorghe       | fine prestito |
| A        | Peter Wilson        | GIF Sundsvall          | svincolato    |

| Cessioni | Cessioni          | Cessioni          | Cessioni      |
| R.       | Nome              | a                 | Modalità      |
| -------- | ----------------- | ----------------- | ------------- |
| P        | Nicolai Cebotari  | Sfîntul Gheorghe  | svincolato    |
| D        | Alexandr Belousov | Dinamo-Auto       | prestito      |
| D        | Igor Bondarenco   | Sfîntul Gheorghe  | svincolato    |
| D        | Vadim Dijinari    | Dinamo-Auto       | prestito      |
| D        | Mateo Mužek       | Larissa           | svincolato    |
| D        | Artiom Rozgoniuc  | Petrocub Hîncești | svincolato    |
| C        | Gheorghe Anton    | Zirə              | svincolato    |
| C        | Wilfried Balima   |                   | fine carriera |
| C        | Ariel Borysiuk    | Jagiellonia       | svincolato    |
| C        | Mihail Ghecev     | Sfîntul Gheorghe  | prestito      |
| C        | Artem Hordijenko  | Oleksandrija      | definitivo    |
| C        | Juryj Kendyš      | Šachcër Salihorsk | svincolato    |
| C        | Antun Palić       | Kaposvár          | svincolato    |
| A        | Robert Ndip Tambe | CFR Cluj          | fine prestito |
| A        | Leandro Ribeiro   | Dila Gori         | fine prestito |

### Sessione estiva
| Acquisti | Acquisti          | Acquisti        | Acquisti   |
| R.       | Nome              | da              | Modalità   |
| -------- | ----------------- | --------------- | ---------- |
| C        | Rifet Kapić       | Paderborn       | prestito   |
| C        | Dīmītrīs Kolovos  | Panathīnaïkos   | prestito   |
| C        | Šachrom Samiev    | Rubin           | definitivo |
| A        | Dabney dos Santos | Heracles Almelo | definitivo |
| A        | Richard Gadze     | Zirə            | svincolato |

| Cessioni | Cessioni       | Cessioni        | Cessioni   |
| R.       | Nome           | a               | Modalità   |
| -------- | -------------- | --------------- | ---------- |
| D        | Matej Palčič   | Koper           | svincolato |
| C        | Liridon Latifi | Puskás Akadémia | svincolato |
| C        | Šachrom Samiev | Dinamo-Auto     | prestito   |
| A        | Anatole Abang  |                 | svincolato |
| A        | Gabrijel Boban |                 | svincolato |
| A        | Vadim Paireli  | Dinamo-Auto     | prestito   |

### Sessione invernale (2021)
| Acquisti | Acquisti          | Acquisti           | Acquisti      |
| R.       | Nome              | da                 | Modalità      |
| -------- | ----------------- | ------------------ | ------------- |
| P        | Dušan Marković    | Rad Belgrado       | definitivo    |
| D        | Danilo Arboleda   | Deportivo Pasto    | svincolato    |
| D        | Alexandr Belousov | Dinamo-Auto        | fine prestito |
| D        | Fernando Costanza | Botafogo           | svincolato    |
| D        | Gustavo Dulanto   | Boavista           | svincolato    |
| D        | Stjepan Radeljić  | Osijek             | prestito      |
| C        | Peter Banda       | Big Bullets        | prestito      |
| C        | Mihail Ghecev     | Sfîntul Gheorghe   | fine prestito |
| C        | Moussa Kyabou     | USC Kita           | prestito      |
| C        | Sébastien Thill   | Progrès Niedercorn | prestito      |
| A        | Lovro Bizjak      | Ufa                | svincolato    |
| A        | Nadrey Dago       | Osijek             | definitivo    |
| A        | Vadim Paireli     | Dinamo-Auto        | fine prestito |
| A        | Adama Traoré      | Metz               | definitivo    |

| Cessioni | Cessioni            | Cessioni               | Cessioni      |
| R.       | Nome                | a                      | Modalità      |
| -------- | ------------------- | ---------------------- | ------------- |
| P        | Zvonimir Mikulić    | Levski Sofia           | svincolato    |
| D        | Andrej Lukić        | Braga                  | fine prestito |
| D        | Alec Mudimu         | Ankaraspor             | svincolato    |
| D        | Ousmane N'Diaye     |                        | svincolato    |
| D        | Faith Obilor        |                        | svincolato    |
| D        | Andrei Peteleu      |                        | svincolato    |
| D        | Evgheni Plesco      | Dinamo-Auto            | prestito      |
| C        | Sebastian Dahlström |                        | svincolato    |
| C        | Mihail Ghecev       | Noah Jūrmala           | definitivo    |
| C        | William Parra       | Independiente Medellín | fine prestito |
| C        | Benedik Mioč        |                        | svincolato    |
| C        | Max Veloso          |                        | svincolato    |
| A        | Vadim Paireli       | Noah                   | definitivo    |
| A        | Peter Wilson        | Podbeskidzie           | definitivo    |

## Risultati

### Divizia Națională
| Arbitro: | Tupicica (Ialoveni) |

|                           |           |  |
| Boban 29’ Blizničenko 90’ | Marcatori |  |

| Arbitro: | Breguța (Chișinău) |

|  |           |           |
|  | Marcatori | 73’ Parra |

| Arbitro: | Stefciuc (Bălți) |

|                                                                      |           |  |
| Castañeda 11’, 45+1’ Parra 19’ Blizničenko 33’ Mudimu 40’ Wilson 47’ | Marcatori |  |

| Arbitro: | Banari (Căușeni) |

|                         |           |  |
| Castañeda 53’ Abang 87’ | Marcatori |  |

| Arbitro: | Breguța (Chișinău) |

|  |           |                      |
|  | Marcatori | 43’ (rig.) Castañeda |

| Arbitro: | Boșca (Chișinău) |

|                                                          |           |  |
| Wilson 23’ Castañeda 44’ Abang 60’, 77’, 85’ N'Diaye 85’ | Marcatori |  |

| Arbitro: | Jitari (Chișinău) |

|  |           |           |
|  | Marcatori | 62’ Abang |

| Arbitro: | Tupicica (Ialoveni) |

|                                        |           |           |
| Boban 27’, 42’ Castañeda 60’ Petro 64’ | Marcatori | 52’ Taras |

| Arbitro: | Stefciuc (Bălți) |

|  |           |                                    |
|  | Marcatori | 1’ Castañeda 70’ Wilson 90’ Veloso |

| Arbitro: | Banari (Căușeni) |

|            |           |                         |
| Trofan 77’ | Marcatori | 33’ Castañeda 88’ Gadze |

| Arbitro: | Jitari (Chișinău) |

|                                                  |           |                  |
| Kolovos 17’, 51’ Castañeda 59’ (rig.) Traoré 75’ | Marcatori | 81’ Solodovnicov |

| Arbitro: | Boșca (Chișinău) |

|                                                                       |           |  |
| Wilson 30’ Gadze 32’ Veloso 74’ (rig.) Castañeda 82’, 88’ Kolovos 84’ | Marcatori |  |

| Arbitro: | Cojocaru (Chișinău) |

|                                               |           |  |
| Julien 28’ Castañeda 50’ Gadze 51’ Wilson 87’ | Marcatori |  |

| Arbitro: | Sidenco (Bălți) |

|           |           |  |
| Gadze 49’ | Marcatori |  |

| Arbitro: | Berladian (Florești) |

|             |           |                               |
| Fedorov 73’ | Marcatori | 53’ Dahlström 89’ Blizničenko |

| Arbitro: | Covtun (Tighina) |

|                                                     |           |  |
| Castañeda 31’ Kolovos 54’ Blizničenko 66’, 70’, 76’ | Marcatori |  |

| Arbitro: | Jitari (Chișinău) |

|           |           |  |
| Bejan 62’ | Marcatori |  |

| Tiraspol 7 novembre 2020, ore 17:00 EET 18ª giornata | Sheriff Tiraspol | 0 – 0 referto | Dacia Buiucani | Malaja Sportivnaja Arena (0 spett.)\| Arbitro: \| Ceban (Chișinău) \| |
| Arbitro:                                             | Ceban (Chișinău) |               |                |                                                                       |

| Arbitro: | Boșca (Chișinău) |

|                                  |           |  |
| Posmac 5’ Wilson 80’ (rig.), 88’ | Marcatori |  |

| Arbitro: | Banari (Căușeni) |

|  |           |                               |
|  | Marcatori | 52’ Castañeda 66’ Blizničenko |

| Arbitro: | Cojocaru (Chișinău) |

|              |           |                                    |
| Calincov 17’ | Marcatori | 24’ (rig.) Blizničenko 90+4’ Lukić |

| Arbitro: | Luca (Chișinău) |

|  |           |                                                         |
|  | Marcatori | 14’ Bizjak 51’ Kapić 58’ Kolovos 90+2’ (rig.) Castañeda |

| Arbitro: | Ceban (Chișinău) |

|  |           |               |
|  | Marcatori | 81’ Castañeda |

| Arbitro: | Tupicica (Ialoveni) |

|                                                                                   |           |  |
| Bizjak 16’ Cristiano 38’ Kolovos 41’ Castañeda 48’ Thill 59’ Gadze 63’ Traoré 64’ | Marcatori |  |

| Arbitro: | Boșca (Chișinău) |

|                                                                   |           |  |
| Traoré 32’, 83’ Thill 45’ Dago 48’ Castañeda 74’ (rig.) Banda 88’ | Marcatori |  |

| Tiraspol 19 marzo 2021, ore 15:00 EET 26ª giornata | Sheriff Tiraspol | 0 – 0 referto | Petrocub Hîncești | Krytaja Arena (0 spett.)\| Arbitro: \| Ceban (Chișinău) \| |
| Arbitro:                                           | Ceban (Chișinău) |               |                   |                                                            |

| Arbitro: | Jitari (Chișinău) |

|  |           |                                                     |
|  | Marcatori | 39’ (aut.) Bîtlan 59’ Castañeda 76’ Dago 79’ Traoré |

| Arbitro: | Sidenco (Bălți) |

|  |           | |
|  | Marcatori | 13’, 60’, 65’ Bizjak 17’ (rig.) Castañeda 29’ Kolovos 33’ Traoré 45+1’ Dulanto 54’, 80’ Dago 87’ Banda |

| Arbitro: | Luca (Chișinău) |

|                      |           |  |
| Traoré 20’ Kapić 90’ | Marcatori |  |

| Arbitro: | Cojocaru (Chișinău) |

|  |           |                                                        |
|  | Marcatori | 19’, 24’, 43’ Banda 52’ Dago 59’ Castañeda 77’ Kolovos |

| Arbitro: | Tupicica (Ialoveni) |

|  |           |           |
|  | Marcatori | 68’ Kapić |

| Arbitro: | Orlic (Chișinău) |

|                                                          |           |  |
| Kolovos 6’ Castañeda 18’, 66’ Bizjak 20’, 80’ Traoré 41’ | Marcatori |  |

| Arbitro: | Cojocaru (Chișinău) |

|  |           |                                                                               |
|  | Marcatori | 23’ Dulanto 28’ (rig.), 51’ (rig.), 90+2’ Castañeda 49’ Traoré 72’, 80’ Thill |

| Arbitro: | Stoianov (Taraclia) |

|  |           |                                |
|  | Marcatori | 73’ Kolovos 75’, 89’ Castañeda |

| Arbitro: | Luca (Chișinău) |

|  |           |            |
|  | Marcatori | 75’ Bizjak |

| Arbitro: | Sidenco (Bălți) |

|            |           |                      |
| Bizjak 57’ | Marcatori | 63’ (aut.) Cristiano |

### Coppa di Moldavia 2019-2020
| Arbitro: | Breguța (Chișinău) |

|            |           |  |
| Țurcan 31’ | Marcatori |  |

| Arbitro: | Stoianov (Taraclia) |

|                                    |           |               |
| Parra 34’ Blizničenko 45+1’ (rig.) | Marcatori | 90+3’ Plătică |

### Coppa di Moldavia 2020-2021
| Arbitro: | Minciuna (Chișinău) |

|                      |           |           |
| Gliga 37’ Julien 67’ | Marcatori | 22’ Tuluc |

| Arbitro: | Tupicica (Ialoveni) |

|                                                   |           |              |
| Castañeda 16’, 63’ (rig.), 85’ (rig.) Kolovos 25’ | Marcatori | 71’ Antoniuc |

| Arbitro: | Boșca (Chișinău) |

|                                        |           |             |
| Castañeda 64’ Traoré 81’ Kolovos 90+2’ | Marcatori | 55’ Plătică |

| Arbitro: | Tupicica (Ialoveni) |

|                                         |                      |                              |
| Castañeda Traoré Thill Kolovos Belousov | Tiri di rigore 2 – 3 | Slivca Taras Crăciun Suvorov |

### Cupa Federației
Hanno preso parte, a questa competizione, solo i calciatori dello Sheriff Tiraspol B.

#### Fase a gironi
| Arbitro: | Leu (Tighina) |

|                           |           |                |
| Covali 5’ Gaiu 60’ (rig.) | Marcatori | 14’, 90’ Stefu |

| Arbitro: | Banari (Căușeni) |

|                       |           |           |
| Volkov 12’ Vremea 73’ | Marcatori | 40’ Gliga |

| Arbitro: | Ceban (Chișinău) |

|                                   |           |  |
| Țurcan 72’ Ambros 75’ Gulceac 90’ | Marcatori |  |

| Arbitro: | Diordiev (Tighina) |

|  |           |                   |
|  | Marcatori | 29’, 90+3’ Pușcaș |

| Chișinău 29 febbraio 2020, ore 11:00 EET 5ª giornata | Zimbru Chișinău | 0 – 3 (A tavolino) | Sheriff Tiraspol | Stadio Zimbru-2 |

#### Incontro terze classificate
| Arbitro: | Diordiev (Tighina) |

|                          |           |             |
| Gaiu 47’ Ojehovschii 65’ | Marcatori | 74’ Pyrohov |

### Champions League
| Arbitro: | Berke |

|                     |           |  |
| Abang 36’ Lukić 81’ | Marcatori |  |

| Arbitro: | Balakin |

|                             |           |               |
| Matić 22’ (rig.) Emreli 63’ | Marcatori | 78’ Castañeda |

### Europa League
| Arbitro: | Stavrev |

|                           |                      |                                      |
| Posmac 8’                 | Marcatori            | 45+1’ Murray                         |
| Kapić Obilor Veloso Parra | Tiri di rigore 3 – 5 | Čolović Hoban Hoare McEleney Shields |

## Statistiche

### Statistiche di squadra
| Competizione      | Punti | In casa | In casa | In casa | In casa | In casa | In casa | In trasferta | In trasferta | In trasferta | In trasferta | In trasferta | In trasferta | Totale | Totale | Totale | Totale | Totale | Totale | DR   |
| Competizione      | Punti | G       | V       | N       | P       | Gf      | Gs      | G            | V            | N            | P            | Gf           | Gs           | G      | V      | N      | P      | Gf     | Gs     | DR   |
| ----------------- | ----- | ------- | ------- | ------- | ------- | ------- | ------- | ------------ | ------------ | ------------ | ------------ | ------------ | ------------ | ------ | ------ | ------ | ------ | ------ | ------ | ---- |
| Divizia Națională | 99    | 18      | 15      | 3       | 0       | 65      | 3       | 18           | 17           | 0            | 1            | 51           | 4            | 36     | 32     | 3      | 1      | 116    | 7      | +109 |
| Coppa di Moldavia | -     | 4       | 4       | 0       | 0       | 11      | 4       | 2            | 0            | 1            | 1            | 0            | 1            | 6      | 4      | 1      | 1      | 11     | 5      | +6   |
| Cupa Federației   | 7     | 3       | 1       | 1       | 1       | 4       | 5       | 3            | 1            | 0            | 2            | 4            | 5            | 6      | 2      | 1      | 3      | 8      | 10     | -2   |
| Champions League  | -     | 1       | 1       | 0       | 0       | 2       | 0       | 1            | 0            | 0            | 1            | 1            | 2            | 2      | 1      | 0      | 1      | 3      | 2      | +1   |
| Europa League     | -     | 1       | 0       | 1       | 0       | 1       | 1       | 0            | 0            | 0            | 0            | 0            | 0            | 1      | 0      | 1      | 0      | 1      | 1      | 0    |
| Totale            | 106   | 27      | 21      | 5       | 1       | 83      | 13      | 24           | 18           | 1            | 5            | 56           | 12           | 51     | 39     | 6      | 6      | 139    | 25     | +114 |

### Andamento in campionato
| Giornata  | 1 | 2 | 3 | 4 | 5 | 6 | 7 | 8 | 9 | 10 | 11 | 12 | 13 | 14 | 15 | 16 | 17 | 18 | 19 | 20 | 21 | 22 | 23 | 24 | 25 | 26 | 27 | 28 | 29 | 30 | 31 | 32 | 33 | 34 | 35 | 36 |
| --------- | - | - | - | - | - | - | - | - | - | -- | -- | -- | -- | -- | -- | -- | -- | -- | -- | -- | -- | -- | -- | -- | -- | -- | -- | -- | -- | -- | -- | -- | -- | -- | -- | -- |
| Luogo     | C | T | C | C | T | C | T | C | T | T  | C  | C  | C  | C  | T  | C  | T  | C  | C  | T  | T  | T  | T  | C  | C  | C  | T  | T  | C  | T  | T  | C  | T  | T  | T  | C  |
| Risultato | V | V | V | V | V | V | V | V | V | V  | V  | V  | V  | V  | V  | V  | P  | N  | V  | V  | V  | V  | V  | V  | V  | N  | V  | V  | V  | V  | V  | V  | V  | V  | V  | N  |
| Posizione | 3 | 1 | 1 | 1 | 1 | 1 | 1 | 1 | 1 | 1  | 1  | 1  | 1  | 1  | 1  | 1  | 1  | 1  | 1  | 1  | 1  | 1  | 1  | 1  | 1  | 1  | 1  | 1  | 1  | 1  | 1  | 1  | 1  | 1  | 1  | 1  |

Legenda:

Luogo: C = Casa; T = Trasferta. Risultato: V = Vittoria; N = Pareggio; P = Sconfitta.